# Ньюбле (область)
Нью́бле  (исп. Región de Ñuble) — область в Чили, выделенная 6 сентября 2018 года из области Био-Био, ранее являлась провинцией.
Включает в себя 21 коммуну.
Территория — 13 178.5 км². Население — 480 609 человек (2017). Плотность населения — 36,47 чел./км².
Административный центр — Чильян.

## География
Область граничит:
- на севере —  область Мауле;
- на востоке — Аргентина;
- на юге — область Биобио;
- на западе — Тихий океан

## Административное деление
Область делится на 3 провинции, которые, в свою очередь, делятся на 21 коммуну:
| Провинция | Административный центр | Коммуны                                                                                               |
| --------- | ---------------------- | --- |
| Итата     | Кириуэ                 | 1 Кобкекура 2 Коэлему 3 Нинуэ 4 Портесуэло 5 Кириуэ 6 Ранкиль 7 Трегуако                              |
| Дигильин  | Бульнес                | 8 Бульнес 9 Чильян 10 Чильян-Вьехо 11 Эль-Кармен 12 Пемуко 13 Пинто 14 Кильон 15 Сан-Игнасио 16 Юнгай |
| Пунилья   | Сан-Карлос             | 17 Койуэко 18 Ньикен 19 Сан-Карлос 20 Сан-Фабиан 21 Сан-Николас                                       |

## Демография
Согласно сведениям, собранным в ходе переписи 2017 г. Национальным институтом статистики (INE),  население области составляет:
| Полное население                         | Полное население                         | Полное население                         | Полное население                         | Полное население                         | 480 609 |
| ---------------------------------------- | ---------------------------------------- | ---------------------------------------- | ---------------------------------------- | ---------------------------------------- | ------- |
| в том числе:                             | Городское население                      | 333 680                                  | Процент городского населения, %          | 69.43                                    |         |
|                                          | Сельское население                       | 146 929                                  | Процент сельского населения, %           | 30.57                                    |         |
|                                          | Мужское население                        | 232 587                                  | Процент мужского населения, %            | 48.39                                    |         |
|                                          | Женское население                        | 248 022                                  | Процент женского населения, %            | 51.61                                    |         |
| Плотность населения, чел/км²             | Плотность населения, чел/км²             | Плотность населения, чел/км²             | Плотность населения, чел/км²             | Плотность населения, чел/км²             | 36,67   |
| Население региона в % к населению страны | Население региона в % к населению страны | Население региона в % к населению страны | Население региона в % к населению страны | Население региона в % к населению страны | 2.73    |